# Vantablack

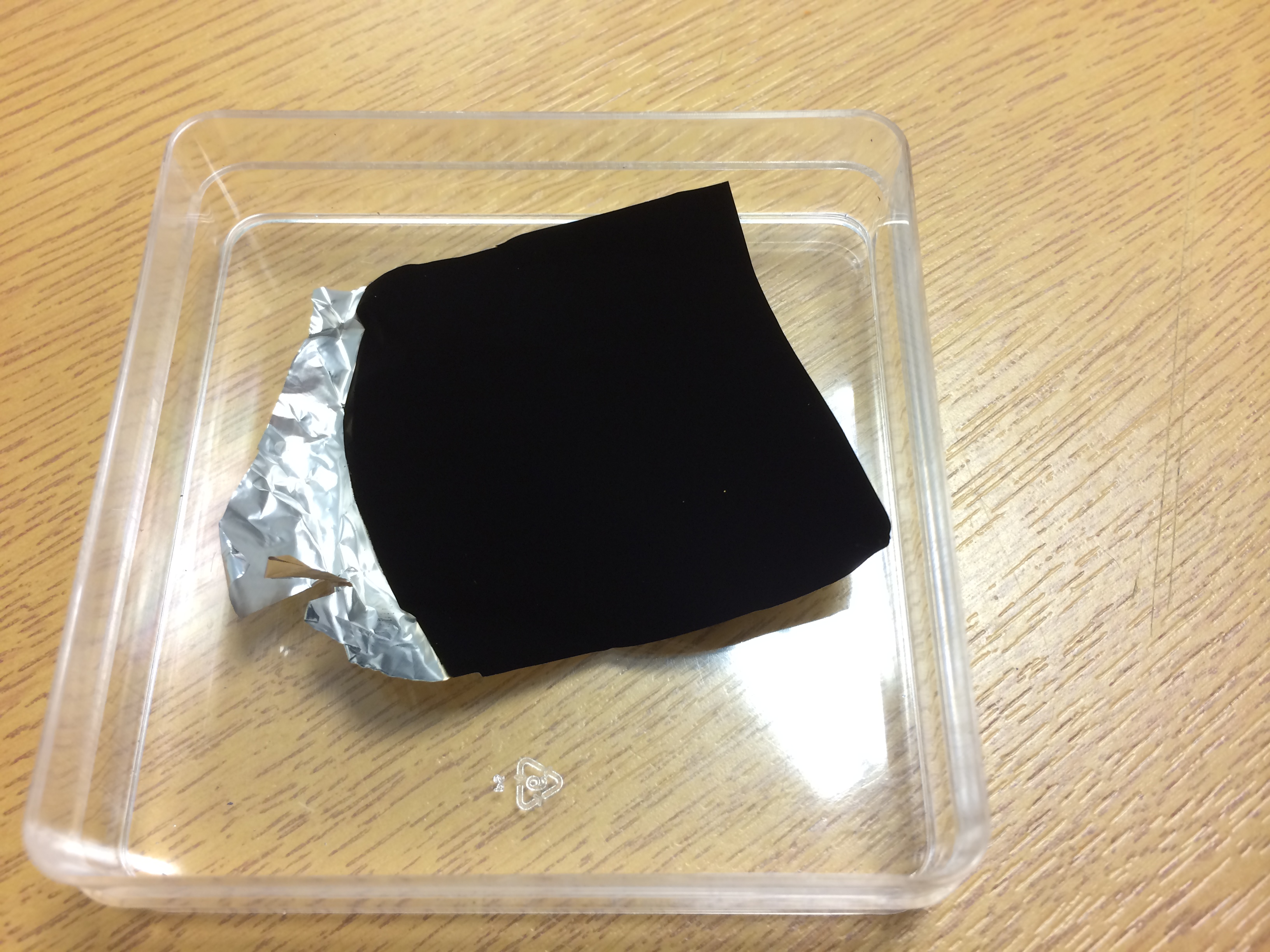
Vantablack sobre paper d'alumini

El Vantablack és una substància feta a partir de nanotubs de carboni i és la substància més fosca que existeix actualment, arribant a absorbir fins a un 99,965% de la radiació de llum visible. El seu nom prové de l'acrònim anglès Vertically aligned NanoTube Arrays: conjunt de nanotubs verticalment alineats.

## Propietats
El Vantablack està format per una mena de "bosc" de tubs verticals alineats verticalment. Quan la llum arriba al Vantablack, en lloc de reflectir-la, queda atrapada sent contínuament desviada entre els nanotubs, eventualment és absorbida i posteriorment dissipada en forma de calor.